# Чюрлёнене-Кимантайте, София
София Чюрлёнене-Кимантайте (лит. Sofija Kymantaitė-Čiurlionienė; 13 марта 1886, Ионишкис — 1 декабря 1958, Каунас, Литовская ССР) — литовская и советская писательница, поэтесса, литературный критик, драматург, переводчица
, педагог, общественный деятель. Заслуженный деятель науки Литовской ССР (1954).
Жена художника и композитора М. К. Чюрлёниса (с 1909 до кончины супруга в 1911 году).

## Биография

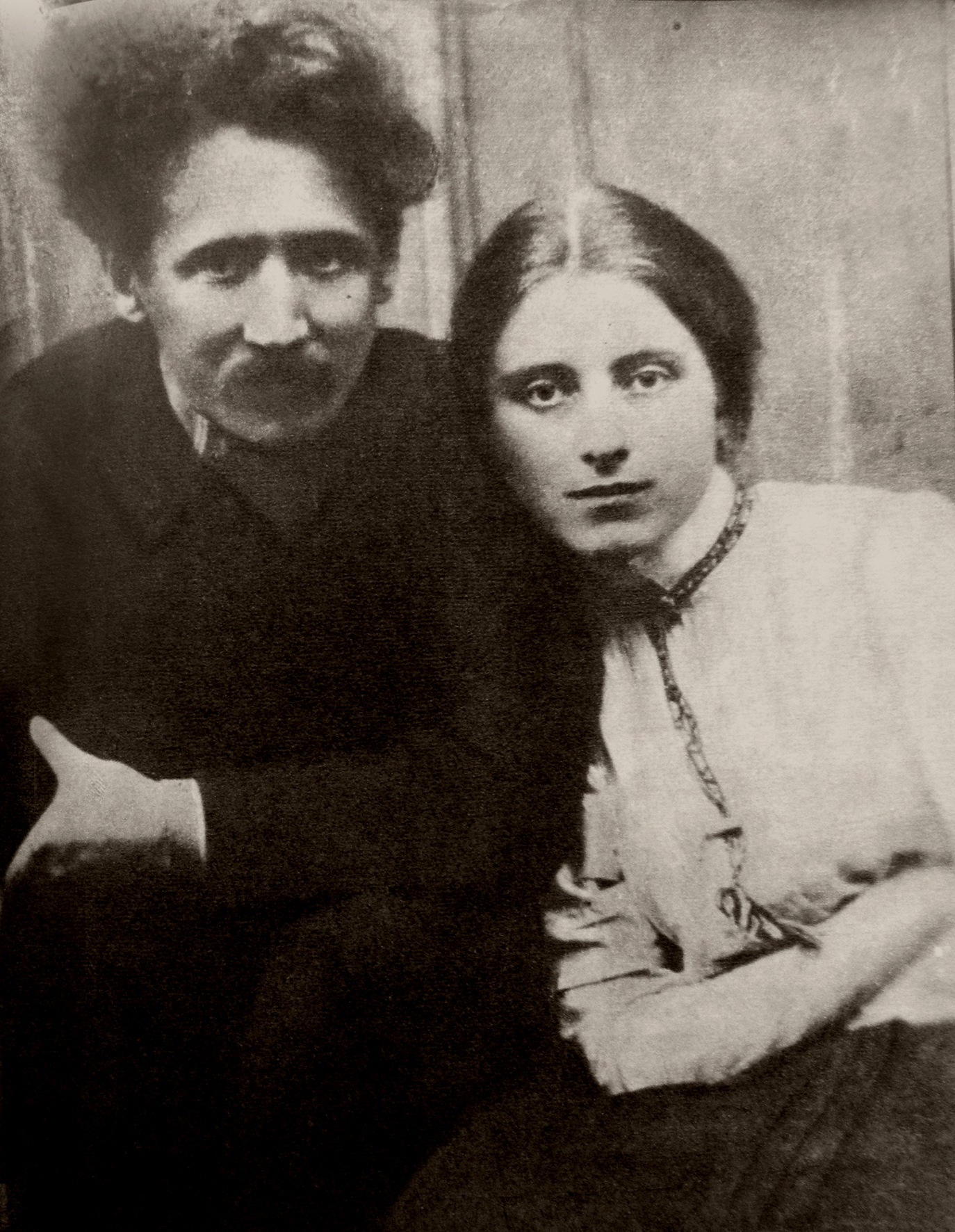
М. К. Чюрлёнис и его жена София. Около 1911 года

Из литовского дворянского (шляхетского) рода Кимант (пол. Kimant, лит. Kymantas). В 12 лет познакомилась со священником и писателем Юозасом Тумасом, который стал её первым учителем литовского языка. До того момента умела читать и писать только по-польски и немного по-русски. В 1904 году окончила гимназию в Риге и поступила на медицинский факультет Ягеллонского университета в Кракове (Австро-Венгрия), но вскоре перешла на философский факультет. В 1907 году вернулась в Литву, не окончив университет. В 1907—1908 годах работала в редакции газеты „Viltis“ в Вильно.
Преподаватель литовского языка в гимназиях городов Ковно и Воронежа (1915—1918; женская гимназия М. Ичаса, эвакуированная из Вильно). В годы Первой мировой войны, находясь в эвакуации в Воронеже, Чюрлёнене-Кимантайте работала (с 1917 года) над очерками по истории литовской литературы, составляла хрестоматию литовских литературных текстов, принимала активное участие в деятельности местной секции литовской культуры и образования, в общественной и культурной жизни литовской диаспоры.
В 1919—1921 годах работала в Отделе просвещения Министерства охраны края, читала лекции на фронте. В 1925—1938 годах — преподаватель литовского языка и методов его преподавания на факультете гуманитарных наук в Университете Витовта Великого в Каунасе.
В 1933—1934 годах редактировала журнал «Gimtoji kalba» («Родной язык»). Принимала участие в международной деятельности: в 1929—1937 годах была членом литовской делегации в Лиге Наций. Занималась социальными вопросами.
Во время немецкой оккупации Литвы вместе с дочерью прятала у себя дома евреев, за что в 1991 году израильский Институт Катастрофы и героизма Яд ва-Шем посмертно удостоил Софию Чюрлёнене-Кимантайте звания праведника мира. В 1999 году посмертно награждена литовским крестом спасения погибающих.
Похоронена на Пятрашюнском кладбище в Каунасе.

## Творчество
Печаталась с 1905 года.

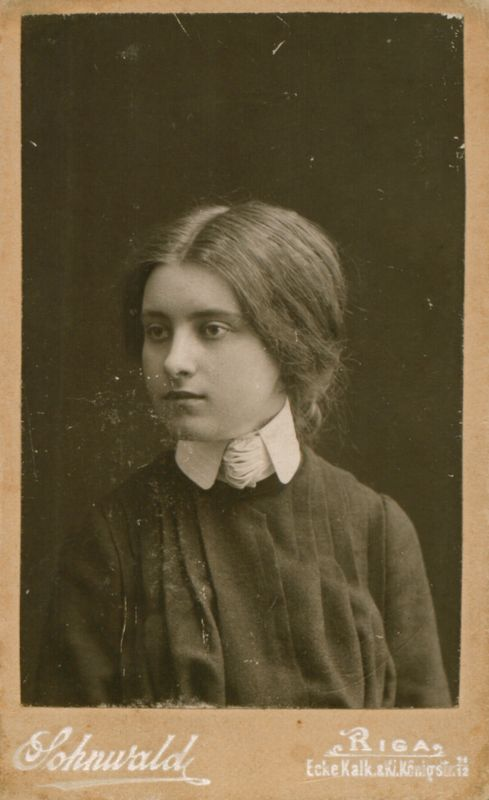
София Кимантайте в 1904 году

Автор повестей, поэм, рассказов, сказок, эссе, пьес.
В её реалистических комедиях «Денежки» (1918, Каунасский театр, 1921), «Украшение виллы» (1932, там же), «Большая ярмарка» (1939, постановка 1944, там же) и других сатирических произведениях высмеиваются нравы буржуазии и мещанства. По мотивам литовского фольклора написала пьесу-сказку «Двенадцать братьев — чёрных воронов» (1931, пост. 1934, там же), которая ставилась в литовских молодёжных театрах.
Значительную роль в развитии литовского театра сыграли критические работы Чюрлёнене-Кимантайте, а также её переводы классической драматургии (Мольер и др.) на литовский язык. Перевела «Илиаду» Гомера, произведения Флобера и др.
В своих статьях она утверждала, что каждый писатель должен познать душу нации, ярчайшим образом проявляющуюся в народной мифологии. Литовская литература казалась ей устаревшим подражанием классицизму. Поддавшись влиянию литератур других народов, литовские писатели, по мысли автора, утратили оригинальный стиль, к тому же им мешал и узко понятый реализм. Будущее литовского искусства виделось ей на путях усвоения достижений западноевропейских культур.
Произведения Чюрлёнене-Кимантайте вышли в Вильнюсе в трех томах (1956).

## Избранная библиография
- Lietuvoje, kritikos knyga. — Vilnius, 1910
- Kas ir kaip skaityti, skaitymo vadovėlis. — Vilnius, 1911
- Iš mūsų literatūros, literatūros kritikos straipsnių rinkinys. — Kaunas, 1913
- Pinigėliai, pjesė, 1918 m., [Kaunas], [1941]
- Vaikų teatras. — Vilnius, 1918
- Komedijėlės: Cyp… cyp… cyp… Miau… miau… miau… .Grybų barnis. Barbutė piemenėlė. — S. l., 1918
- Lietuvių literatūros istorijos konspektas. — Voronežas, 1918
- Kalinys: (tikras Lietuvos istorijos atsitikimas: skiriamas jaunuomenei vaidinti). — Vilnius, 1919
- Komedijos. Kaunas, 1920 .
- Laiškai kareiviui. — Kaunas, 1920
- Komedijos. — Vilnius = Kaunas, 1920 .
- Dolpelis ministerijoje tarnauja: monologas ir laiškai. — Tilžė, 1920
- Kalėjime: sketch with violin and chimes/ Pilka — Vanagaitis. Knygnešys: monologue. — Camden, 1920
- Aušros sūnūs, pjesė. — Kaunas, 1923, pastatyta 1926 .
- Dvylika brolių juodvarniais laksčiusių, pjesė, 1932 m., — Kaunas, 1945
- Šventmarė, apysaka, 1937 m., — Vilnius, 1969
- Giria žalioji, поэма
- Vaiva, поэма
- Mūsų jauja, поэма
- Rinktiniai raštai. — Vilnius, 1956
- Žemaitiška poema: ištraukos: [plokštelė]. — Ryga, 1980
- Raštai: penki tomai. — Vilnius, 1986—1988
- Tie metai: 3 veiksmų ir epilogo tragedijos kronika. — Kaunas, 1992
- Giria žalioji: penkių giesmių poema. — Vilnius, 1997
- Pasijuokime kartu su Stefa Navardaitiene:- Kaunas, 1997
- Vilniaus skrajojamas teatras «Vaidila»/ Lietuvos teatro, muzikos ir kino muziejus, Lietuvos teatro istorijos ir tradicijų draugija. — Vilnius, 2001